# سامانه قمری
سامانه قمری (انگلیسی: Satellite system) مجموعه‌ای از اجسام آسمانی، گرد هم آمده در اثر نیروی گرانشی است. به‌طور کلی این سامانه شامل یک یا گروهی ماهوارهٔ طبیعی در مداری پیرامون یک جرم سیاره‌ای، سیارک یا ریزسیاره (قمرها) است، هرچند چنین سیستم‌هایی می‌تواند از اجسامی مانند دیسک‌های پیرامون سیاره، ماهک‌ها، سیستم‌های حلقه‌ای و نیز ماهواره‌های مصنوعی نیز تشکیل شود که هرکدام ممکن است خود یک سامانهٔ قمری باشد. برخی از پیکرهای آسمانی همچنین ممکن است دارای شبه قمر باشند که تحت تأثیر گرانشی جرم اصلی در مدار قرار دارند، اما عموماً جزئی از سیستم ماهواره‌ای محسوب نمی‌شوند. سیستم‌های ماهواره‌ای می‌توانند تعامل پیچیده‌ای از جمله برهم‌کنش‌های مغناطیسی، جزر و مدی، اتمسفری و مداری مانند رزنانس مداری و رخ‌گردی داشته باشند.

## نظریهٔ برخورد
تئوری برخورد یکی از نظریه‌های پیشگام برای توضیح چگونگی شکل‌گیری سامانه‌های قمری است. از شبیه‌سازی‌های رایانه‌ای برای نشان دادن برخوردهای بسیار بزرگی که ممکن است شکل‌گیری ماه زمین را سبب شده باشد استفاده شده‌است.